# روبرت غاري
روبرت غاري (بالإنجليزية: Robert Gary)‏ هو منافس ألعاب قوى أمريكي، ولد في 5 أبريل 1973.

## وصلات خارجية
- روبرت غاري على موقع الاتحاد الدولي لألعاب القوى (الإنجليزية)
- روبرت غاري على موقع أوليمبيديا (الإنجليزية)